# Franz Marent
Franz Marent (* 18. Mai 1890 in Schruns; † 12. Februar 1978 ebenda) war ein österreichischer Politiker (CS/ÖVP) und Berufssoldat. Er war Bürgermeister von Schruns und von 1957 bis 1959 Abgeordneter zum Vorarlberger Landtag.

## Ausbildung und Beruf
Marent besuchte nach der Volksschule Schruns das Staatsgymnasium Feldkirch. Er war bis 1911 Arbeiter in der Schafwollfabrik Mayer in Schruns und diente danach zwischen 1911 und 1914 beim k.k. Landesschützen-Regiment „Bozen“ Nr. II in Riva del Garda. Nach dem Ausbruch des Ersten Weltkriegs diente Marent bis 1918 in Russland und Südtirol, per 1. Jänner 1919 wurde er zum Volkswehrleutnant ernannt und war Kommandant des Volkswehrzuges Schruns und der Volkswehrkompagnie Bludenz. Er diente danach von 1920 bis 1936 beim Alpenjägerbataillon Nr. 4 in Bregenz und wurde per 1. Februar 1921 zum Oberleutnant befördert. Zwischen 1921 und 1923 absolvierte er die Heeresoffiziersschulen Wien und Enns. 1936 wurde Marent Hauptmann und Kommandant der Garnison auf Schloss Gayenhofen in Bludenz. Er wurde 1938 aus politischen Gründen in den Ruhestand versetzt und wurde 1941 zum Kriegsdienst im Zweiten Weltkrieg eingezogen, wo er in britische Kriegsgefangenschaft geriet. Nach seiner Rückkehr aus der Gefangenschaft im November 1945 wurde er zwischen 1945 und 1946 Angestellter der Vorarlberger Illwerke, danach war er bis 1947 Verwalter des Standes Montafon.

## Politik und Funktionen
Marent war Mitglied der Christlichsozialen Partei und von 1918 bis 1921 Mitglied der Landesparteileitung. Nach dem Zweiten Weltkrieg trat er den neugegründeten Volkspartei bei und engagierte sich von 1957 bis 1959 als Mitglied des Landesparteirates der ÖVP Vorarlberg. Zudem war er als Mitglied im Landesgruppenvorstand des ÖAAB aktiv. Er war lokalpolitisch zwischen 1947 und 1965 als Bürgermeister der Gemeinde Schruns tätig. Als Abgeordneter des Wahlbezirkes Bludenz vertrat er die ÖVP vom 22. Oktober 1957 bis zum 28. Oktober 1959 im Landtag, wobei er Anton Galehr nachgefolgt war. Er war Mitglied im Landwirtschaftlichen Ausschuss, Ersatzmitglied im Rechtsausschuss und Ersatzmitglied im Sozialpolitischen Ausschuss.
Marent war Mitglied des Piusvereines, 1920 Mitbegründer des Wehrbundes Österreich und zeitweise dessen Landesleiter. In der Zwischenkriegszeit wirkte er zudem im „Männerchor Heeresschule Enns“, im Turnerbunde Schruns sowie als Mitglied der Vertretung des Standes Montafon. Er war Obmann des Aufsichtsrates der Montafoner Bergbahnen GmbH., Vertreter des Fremdenverkehrs im Österreichischen Gemeindebund, Ausschussmitglied des Vorarlberger Gemeindeverbandes und Mitglied der Landesleitung des Vorarlberger Kriegsopferverbandes. Des Weiteren war er Obmann des Österreichischen Alpenvereins im Bezirk Montafon, Mitglied des Landeskameradschaftsbundes und Talschaftsobmann des Landeskameradschaftsbundes Montafon.

## Privates
Marent wurde als Sohn des Schrunser Landwirts Ferdinand Marent (1846–1909) und dessen Gattin Viktoria Stemer (1864–1924) geboren. Er heiratete am 16. August 1948 Regina Köberle (1918–2018) und wurde Vater von fünf Töchtern und einem Sohn.

## Auszeichnungen
- Goldene und Silberne Tapferkeitsmedaille (Erster Weltkrieg)
- Ehrenbürger der Gemeinde Schruns (1965)
- Ehrenmitglied des Landeskameradschaftsbundes